# フィッシュ (歌手)

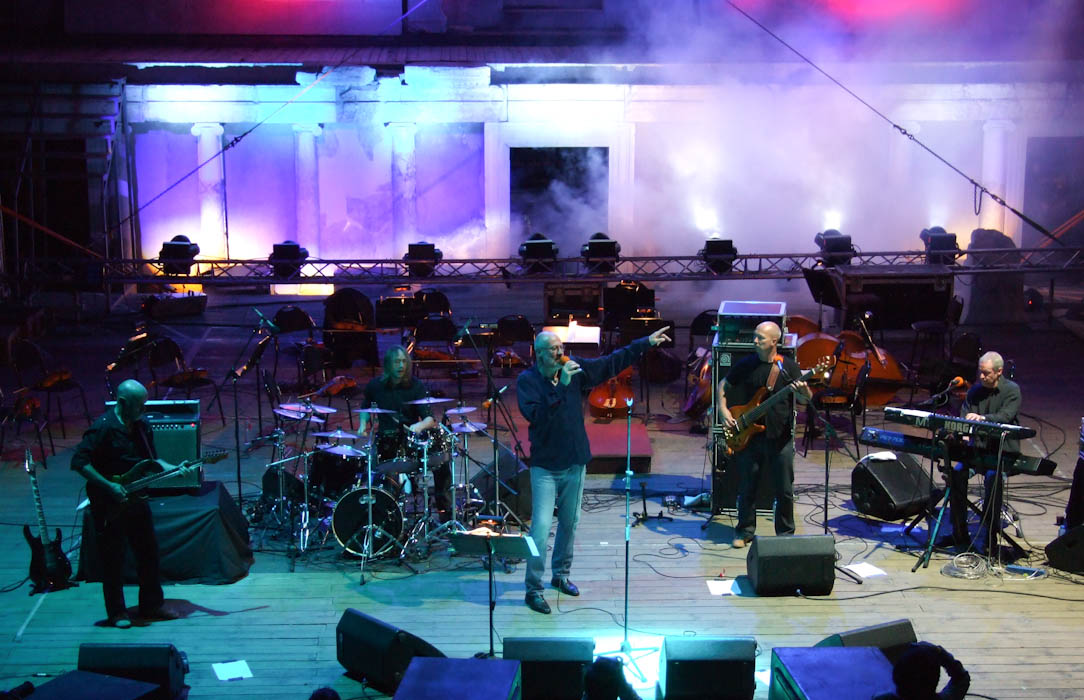
ブルガリア・プロヴディフ公演 (2012年)

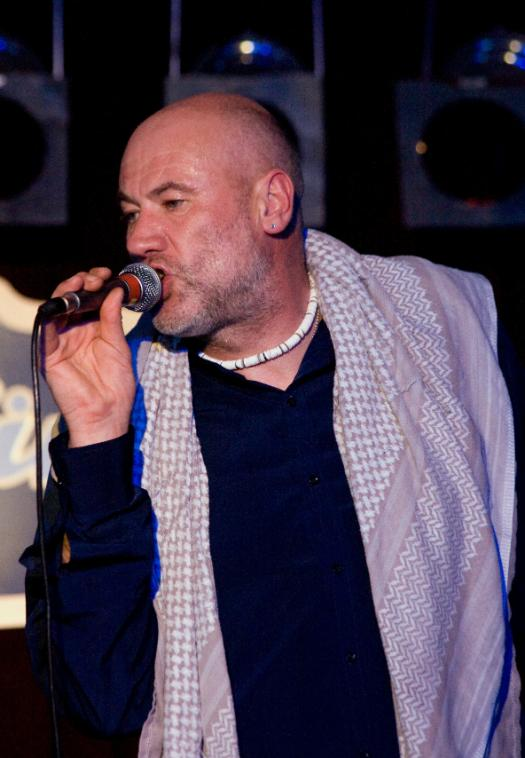
歌唱中のフィッシュ (2008年)

フィッシュ（Fish、Derek William Dick、1958年4月25日 - ）は、スコットランド出身のロックシンガー、ロックミュージシャン、俳優。

## 略歴
プログレッシブ・ロック・バンド「マリリオン」の初代リード・シンガー。前身バンド「シルマリリオン」結成後の1981年から在籍し、1983年に「マリリオン」のリード・シンガーとしてアルバムデビュー。1988年に方向性の違いからバックのメンバーと対立し、脱退した。その後は、ソロシンガーとして活動中。
本名の Derek William Dick から、デレク・ディックとも呼ばれ、作詞クレジットでは Fish でなく Derek Dick 名義になっている。身長2メートル。

## 人物
その高い文学性から「詩人」と賞される優れた作詞家である。確固たる世界観と、膨大な行数を持つ詞は、初期「マリリオン」のトレードマークとなっていた。
また、歌にとどまらず、小説も執筆する。スコットランド出身であるため、イングランド出身の多くの歌手とは異なる、独特のイントネーションがある。身長2メートルの巨体に似合わず、歌声は意外に繊細である。ピッチは低く、マリリオン時代は多くの曲で高音部にファルセット (裏声) を使っていた。
モデルの女性と結婚、1女をもうけるが、その後離婚している。歌手以外に、その巨体を活かし、俳優業も行っている。軍人役など幾つかの映像が残っている。

## 名前の由来
「Fish（魚）」という、奇抜なアーティスト名は、元々彼のアダ名であったといわれている。学生の頃、身長2メートルの巨体ゆえ、狭い共同バスルーム (風呂) を使うのにとても時間がかかった。あまりの長風呂にルームメイトが呆れ、「出てこい！この魚 (Fish) め！」と叫んだ。このエピソードが学校中で笑いを誘い、Fish というアダ名が付いたと言う。
公式サイトにも一時掲載されていたこの話だが、実はかなり尾ひれが付いており、本当は湯船で読書をしていただけなのだとか。英語ページでは、素っ気なく「reading in the bath」と書かれてしまっている。巨体をネタにしたエピソードは他にもあり、加入時の紹介は「スコットランドで木こりをやっていたフィッシュ！」というものだった。
尚、1人娘はその名を「Tara」と言う。これが日本語では「タラ」という魚の名前と、たまたま同じ発音になっている。「魚の子はやっぱり魚」とインタビュアーに言われ、これを聞いた本人は思わず苦笑していたという。

## ディスコグラフィ

### ソロ
スタジオアルバム
- 1990 「Vigil in a Wilderness of Mirrors」 (邦題: 虚構の鏡)
- 1991 「Internal Exile」 (邦題: インターナル・エグザイル)
- 1993 「Songs from the Mirror」 (カヴァー・アルバム)
- 1994 「Suits」 (邦題: スーツ)
- 1997 「Sunsets on Empire」 (邦題: サンセッツ・オン・エンパイア)
- 1999 「Raingods with Zippos」 (邦題: レインゴッズ・ウィズ・ジッポーズ)
- 2001 「Fellini Days」
- 2004 「Field of Crows」
- 2007 「13th Star」
- 2013 「Feast of Consequences」[2]
- 2020 「Weltschmerz」

ライブアルバム
- 1994 「Sushi」 (邦題: 鮮烈！フィッシュ・ライヴ『SUSHI』)

　※他、限定盤も含め、多数。
コンピレイション
- 1995 「Yin」 (邦題: 陰 ザ・ベスト・オブ・フィッシュ～アルバム・トラックス～) ※再録音、リミックスを含むベスト。
- 1995 「Yang」(邦題: 陽 ザ・ベスト・オブ・フィッシュ～シングル・トラックス～) ※再録音、リミックスを含むベスト。
- 1998 「Kettle of Fish」 (Best) ※未発表曲を含むソロ以降のベスト。
- 2005 「Bouillabaisse」 (Best) ※マリリオン時代を含むベスト。

### マリリオン時代
スタジオアルバム
- 1983 「Script For A Jester's Tear」 (邦題: 独り芝居の道化師)
- 1984 「Fugazi」 (邦題: 破滅の形容詞)
- 1985 「Misplaced Childhood」 (邦題: 過ち色の記憶)
- 1987 「Clutching At Straws」 (邦題: 旅路の果て)

ライブアルバム
- 1984 「Real to Reel」 (邦題: リアル・トゥ・リール)
- 1988 「The Thieving Magpie」 (邦題: 伝説への序章)

## 出演作品
- 『ナイン・デッド・ゲイ・ガイズ』 9 Dead Gay Guys (2002年、イギリス)
- 『ジャケット』 The Jacket (2005年、アメリカ)